# Almoharín
Almoharín ist ein westspanischer Ort und eine Gemeinde (municipio) mit 1.779 Einwohnern (Stand: 2024) in der Provinz Cáceres  in der Autonomen Gemeinschaft Extremadura.

## Lage
Der Ort Almoharín liegt zwischen mehreren Bächen (arroyos) am Südrand der maximal ca. 850 m hohen Sierra de San Cristóbal  in einer Höhe von annähernd 300 m. Die Entfernung zur Provinzhauptstadt Cáceres beträgt ungefähr 50 km (Fahrtstrecke) in nordwestlicher Richtung; die historisch bedeutsame Kleinstadt Trujillo befindet sich ca. 45 km nordöstlich. Das Klima ist gemäßigt bis warm; Regen (ca. 480 mm/Jahr) fällt hauptsächlich vom Herbst bis zum Frühjahr.

## Bevölkerungsentwicklung
| Jahr      | 1857  | 1900  | 1950  | 2000  | 2017  |
| Einwohner | 2.092 | 2.879 | 4.274 | 2.141 | 1.848 |

Der deutliche Bevölkerungsrückgang seit den 1950er Jahren ist im Wesentlichen auf die Mechanisierung der Landwirtschaft sowie die Aufgabe bäuerlicher Kleinbetriebe und den damit einhergehenden Verlust an Arbeitsplätzen zurückzuführen.

## Wirtschaft
In der Gegend wird seit der Römerzeit Wein- und Olivenanbau sowie Viehzucht betrieben. Der Anbau von Weizen und anderen Feldfrüchten diente früher vorwiegend der Selbstversorgung. Ein Teil des Gemeindegebiets ist bewaldet und wird als Jagdgebiet genutzt. Darüber hinaus gibt es eine Wolfram- und Zinnmine, die von einer britischen Gesellschaft ausgebeutet wird.

## Geschichte
Iberer, Römer und Westgoten hinterließen kaum Spuren. Im 8. Jahrhundert überrannten arabisch-berberische Heere die Region; der Ortsname scheint aus almohadischer Zeit zu stammen. Um das Jahr 1230 wurde die Gegend von Alfons IX. von León für die Christen zurückerobert (reconquista) und dem Santiago-Ritterorden übergeben; anschließend erfolgte eine Neu- oder Wiederbesiedlung (repoblación) durch Christen aus dem Norden der Iberischen Halbinsel sowie durch Flüchtlinge aus Andalusien (mudéjares). Erst im Jahr 1596 löste sich Almoharín vom Nachbarort Montánchez.

## Sehenswürdigkeiten
- Die Südseite der dreiportaligen und dreischiffigen Iglesia del Salvador erhielt im 17. Jahrhundert einen Portikus mit darüber befindlicher Galerie. Bemerkenswert ist auch der vom 15. bis 18. Jahrhundert erbaute und mehrfach gestufte obere Teil des Glockenturms (campanario).[6]
- Die zu Beginn des 20. Jahrhunderts erbaute Ermita de Nuestra Señora de Sopetrán steht am Ortsrand. Auch sie verfügt über einen Portikus – allerdings auf der Nordseite.[7]